# ویل د هاویلند
ویل د هاویلند (انگلیسی: Will de Havilland؛ زادهٔ ۸ نوامبر ۱۹۹۴) بازیکن فوتبال اهل بریتانیا است.
از باشگاه‌هایی که در آن بازی کرده‌است می‌توان به باشگاه فوتبال میلوال اشاره کرد.